# Wels (stad)
Wels (Beiers: Wöis) is de op een na grootste stad van de Oostenrijkse deelstaat Opper-Oostenrijk. De stad ligt aan de Traun in het Hausruckviertel. Wels heeft ongeveer 58.000 inwoners en heeft de status van Statutarstadt. Wels behoort daarmee tot geen enkel district, maar is wel de zetel van het districtsbestuur van het omringende district Wels-Land
In de Romeinse tijd lag op de plaats van Wels een belangrijke nederzetting. De ommuring van dit antieke Ovilava in de provincie Noricum is gedeeltelijk bewaard gebleven. In de Middeleeuwen kreeg de stad onder de regerende Babenbergers opnieuw stadsrechten (1222).

## Partnersteden
- Tábor (Tsjechië)

## Bekende inwoners van Wels

### Geboren
- Hugo Gerhard Ströhl (1851-1919), heraldicus
- Julius Wagner-Jauregg (1857-1940), medicus, psychiater en Nobelprijswinnaar (1927)
- Franz Karl van Oostenrijk-Toscane (1893-1918), officier en aartshertog
- Wilhelm Keller (1920-2008), muziekpedagoog, componist en schrijver
- Gerhard Kapl (1946-2011), voetbalscheidsrechter
- Christian Mayrleb (1972), voetballer
- Markus Hipfl (1978), tennisser
- Daniel Köllerer (1983), tennisser
- Kevin Wimmer (1992), voetballer
- Robert Žulj (1992), voetballer
- Felix Großschartner (1993), wielrenner
- Peter Žulj (1993), voetballer
- Marie-Sophie Kreissl (1994), beter bekend als Kaleen, zangeres
- Marcel Sabitzer (1994), voetballer

## Galerij

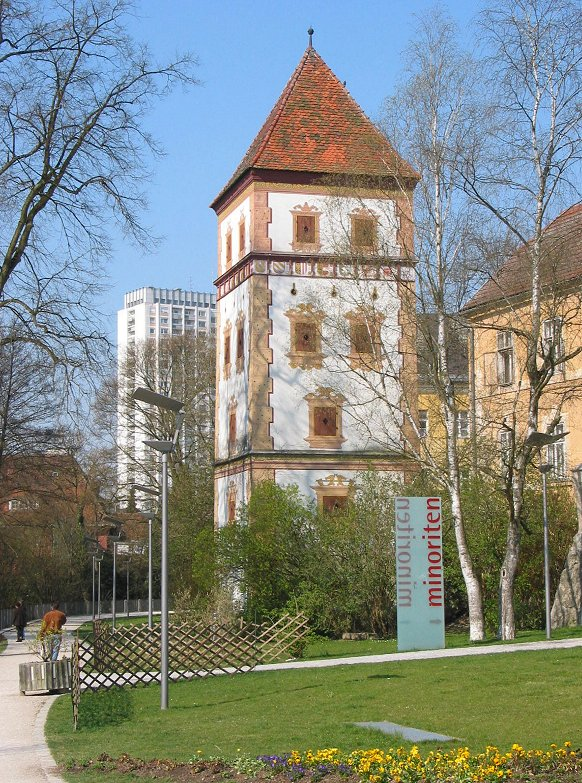
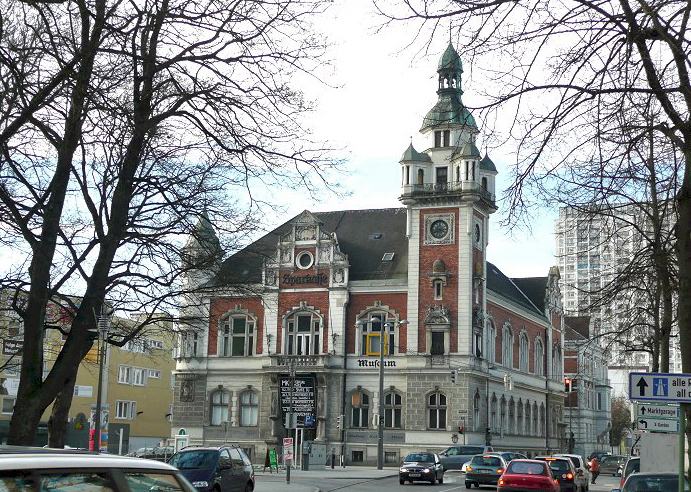
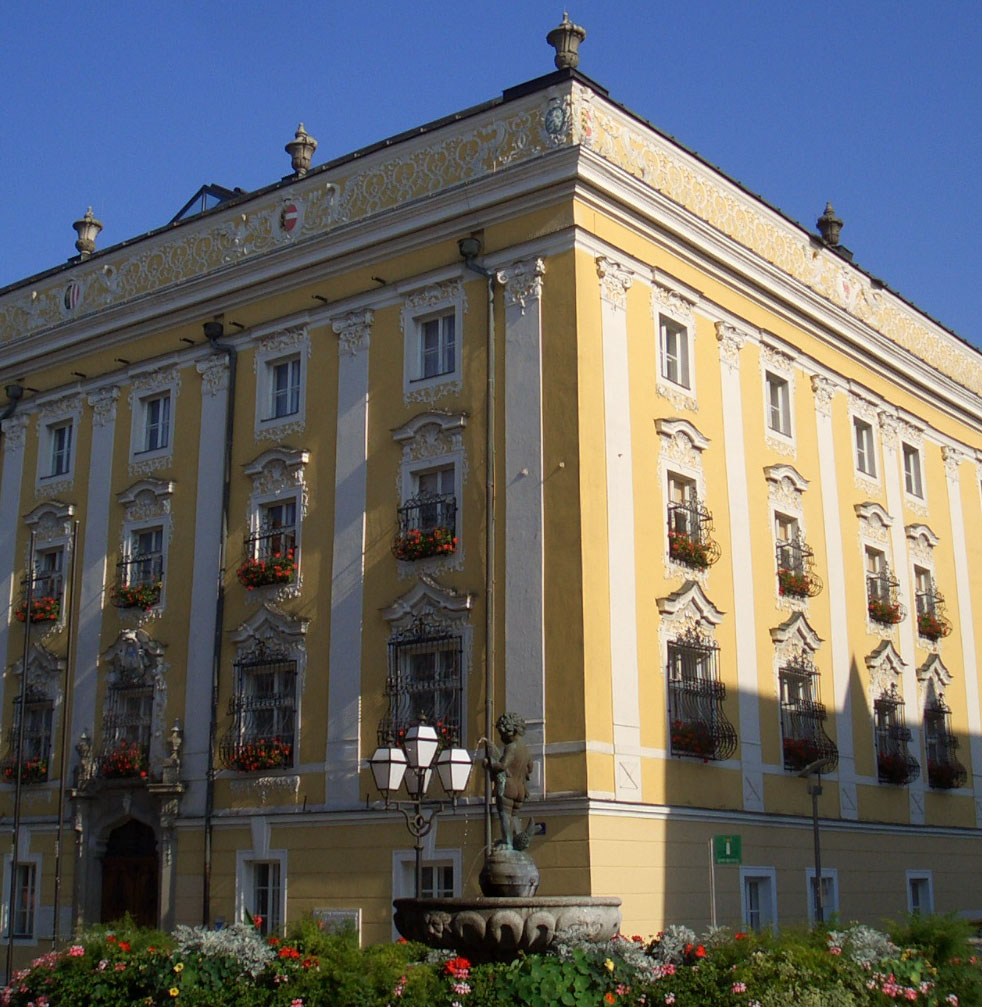
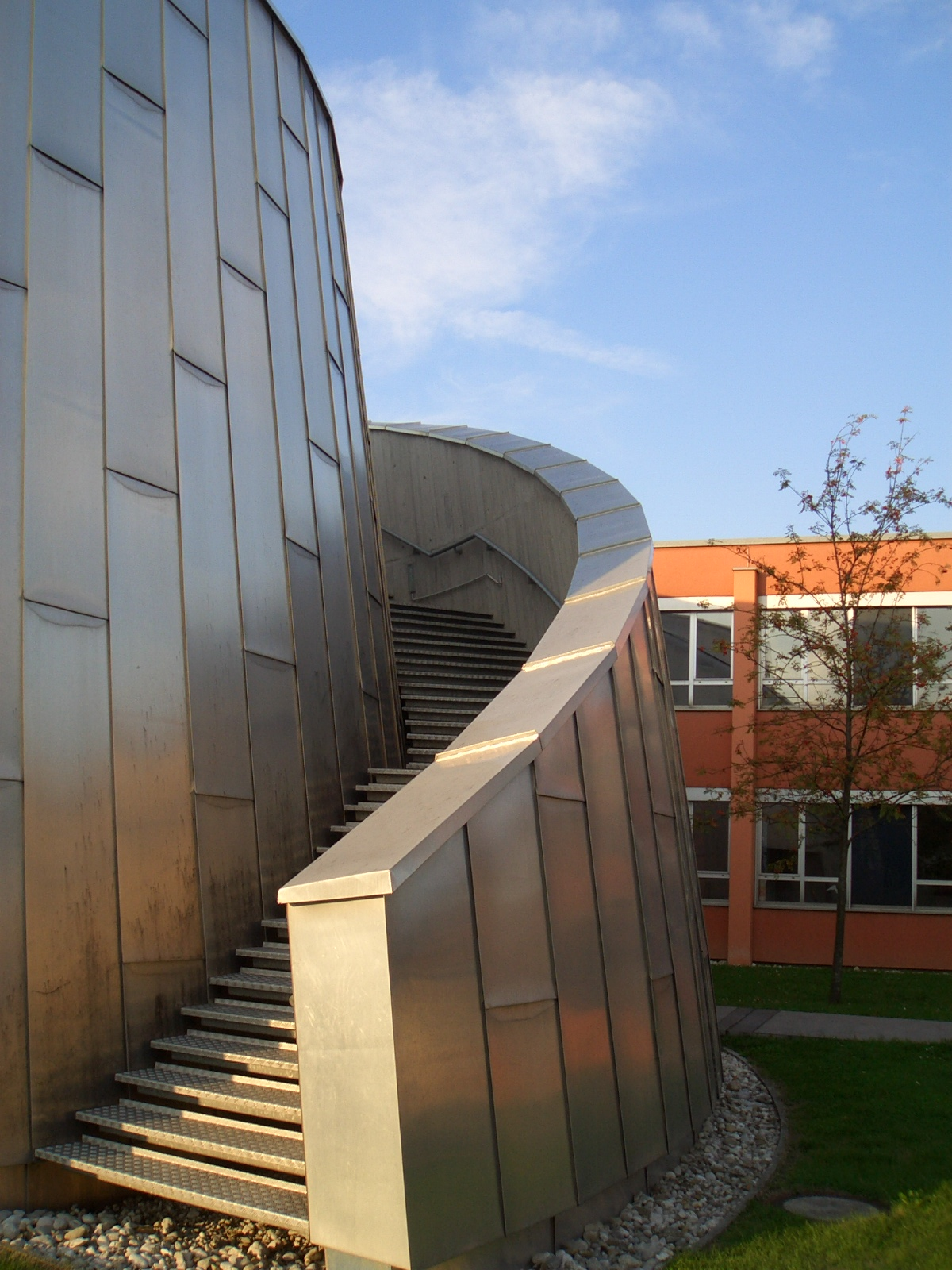
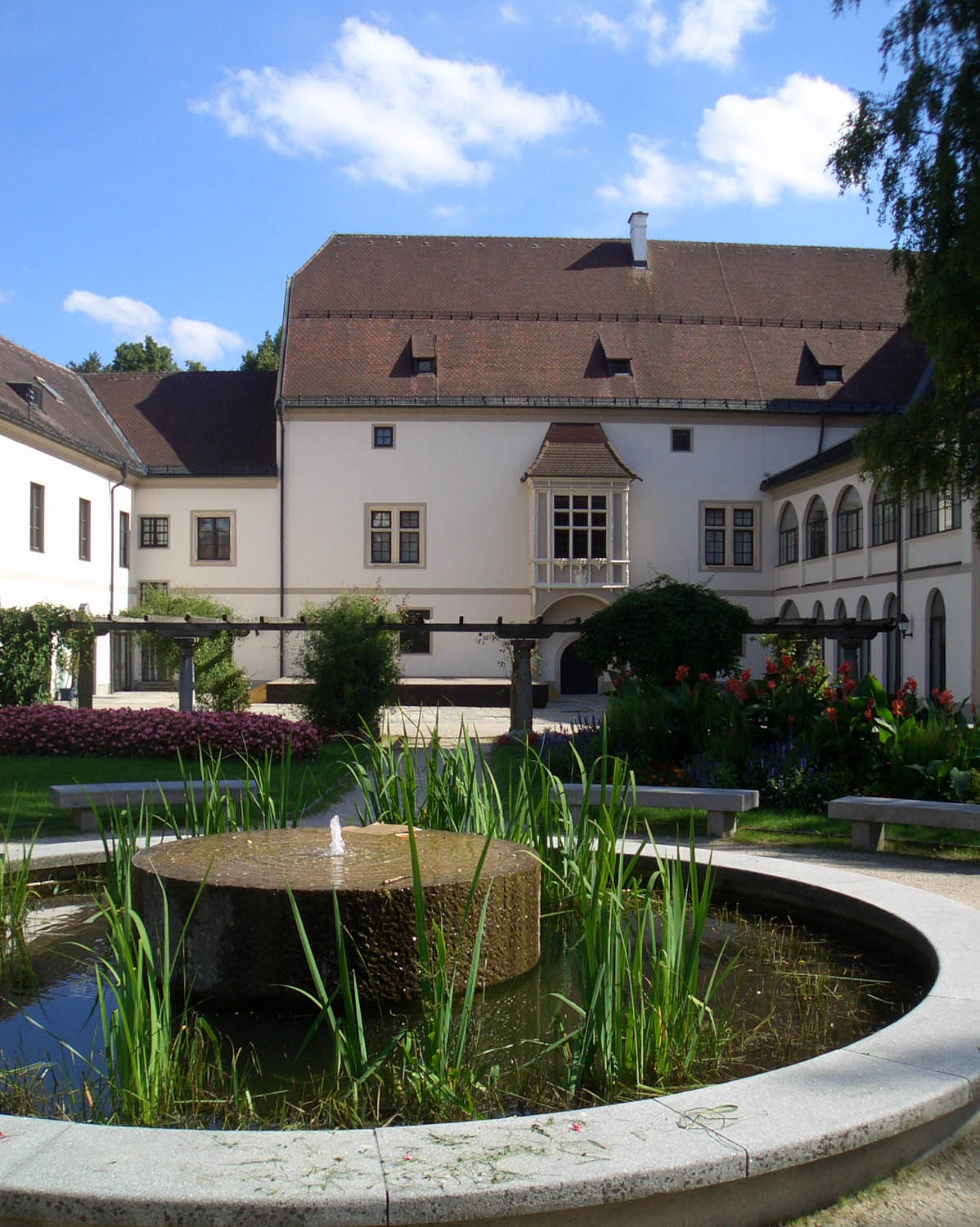
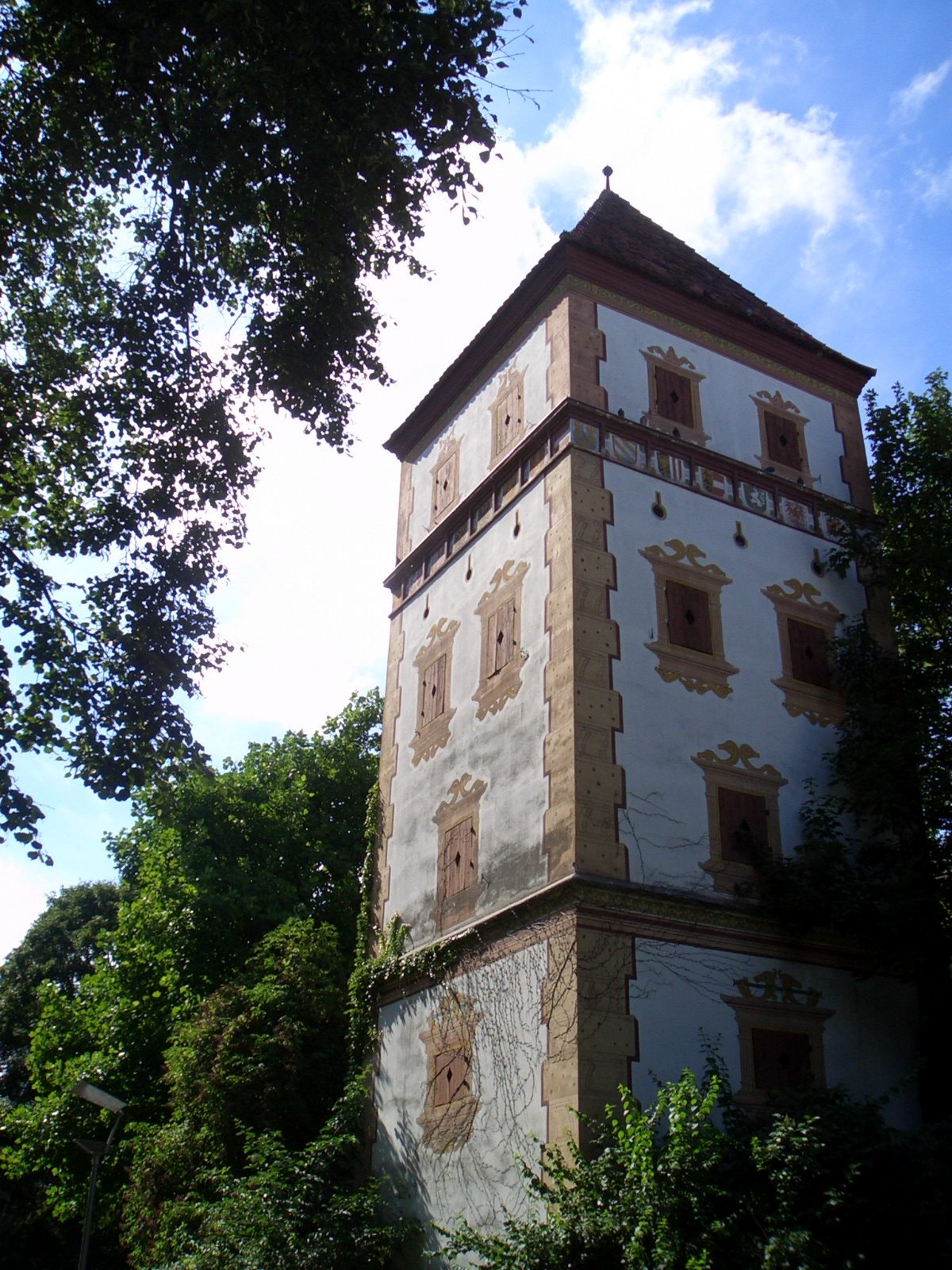

- Gemeinsame Normdatei: 4107955-3
- Library of Congress Control Number: n82039838
- MusicBrainz: 9e481e2f-62fc-489c-a332-5fa8f48bdcde
- Nationale Bibliotheek van Tsjechië: ge428311
- Nationale Bibliotheek van Israël: 987007559874405171
- Système universitaire de documentation: 027549097
- Virtual International Authority File: 138393689
- WorldCat: E39PBJh8VmWT9TDjM9JBKc6kDq